# Maréchal de camp
Pour les articles homonymes, voir Maréchal.
Maréchal de camp était un titre d’officier général dans différentes armées européennes.

## Armée impériale autrichienne
Le grade de Feldmarschall-Leutnant était également utilisé dans l'armée impériale autrichienne (1808-1918). Le Feldmarschall-Leutnant est un des rangs les plus élevés de la hiérarchie militaire d'alors, équivalent à celui de major-général au Canada, ou de général de division en France. C'est donc un des principaux officiers supérieurs de l'armée impériale, seuls les rangs de General, de Generaloberst et de Generalfeldmarschall lui sont supérieurs.

## Armée espagnole
Le grade de Mariscal de Campo était aussi utilisé dans l'armée espagnole entre 1701 et 1889. Ce grade a été créé par Philippe V, à l'imitation de l'armée française. Il s'agissait du premier grade d'officier général, entre le grade de brigadier et celui de teniente general. Il a été remplacé en 1889 par le grade de General de División.

## Armée française
Ne doit pas être confondu avec Maréchal général des camps et armées du roi ou Maréchal de France.
En France, une fonction de maréchal de camp fait son  apparition au XVe siècle : son titulaire a pour mission de répartir les logements des troupes et de placer celles-ci sur le champ de bataille. 
La fonction évolue jusqu'à la chute de l'Ancien Régime et devient un grade d'officier général : en 1789, l'armée française compte 768 maréchaux de camp ; en 1792, 12 officiers sont promus à ce grade.
Le 21 janvier 1793, lors de la grande réforme de l'infanterie (« l'amalgame » des régiments de ligne et des bataillons de volontaires) due à la Convention, la dénomination de maréchal de camp est remplacée par celle de général de brigade. 
La dénomination de maréchal de camp est de nouveau utilisée à la place de « général de brigade » sous la Restauration et la monarchie de Juillet et disparaît définitivement en 1848.

## Armée portugaise
La dignité de Marechal de Campo a aussi été utilisée dans l'armée portugaise, entre 1762 et 1862.

## Sources
1. ↑    - « Les grades dans l'armée française », Service historique de la Défense (consulté le 14 juillet 2007)